# Pluralismo mediático

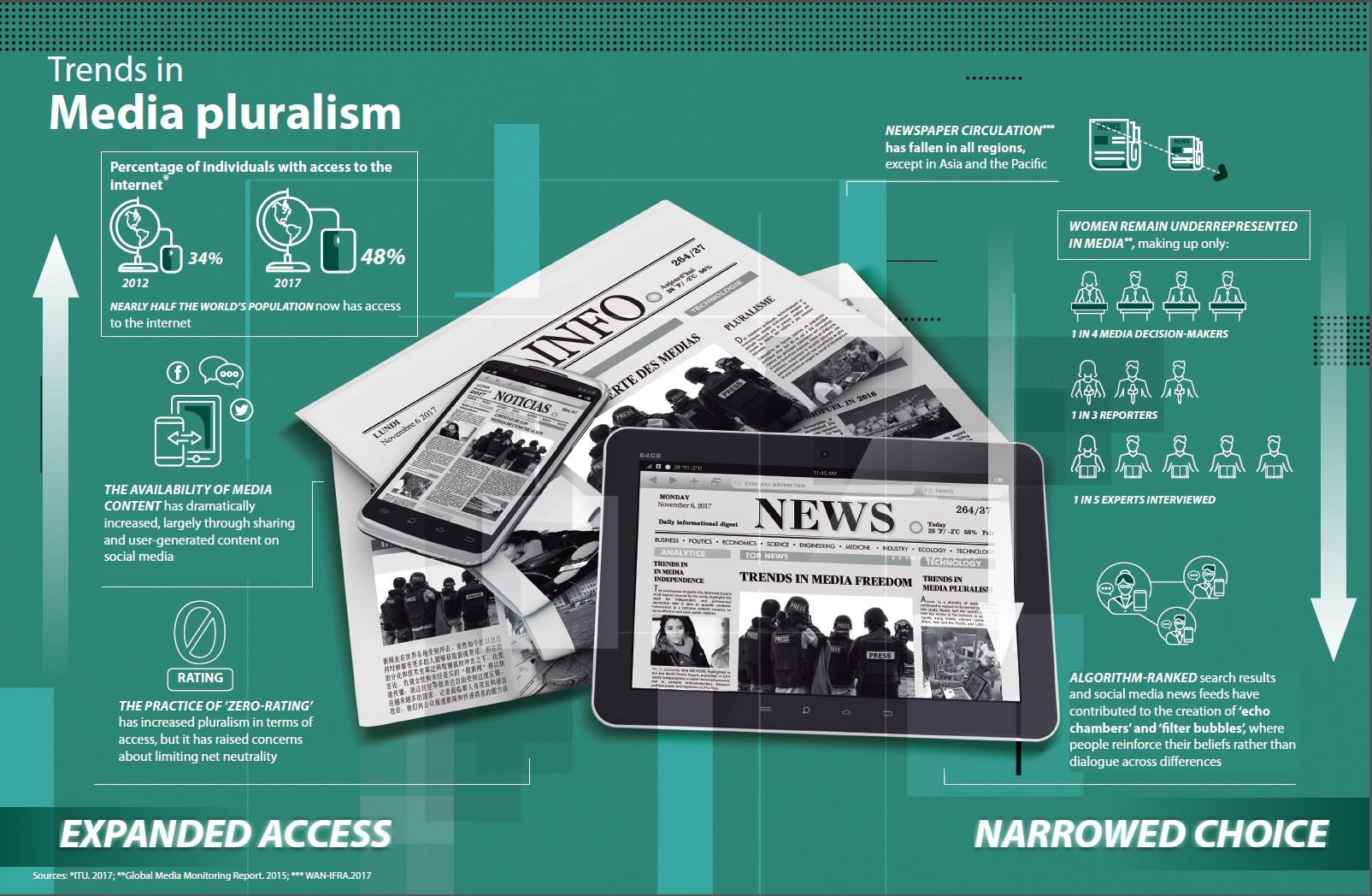
Infografía (en inglés) sobre las tendencias del pluralismo de los medios de comunicación en 2018, según el informe de la UNESCO sobre las tendencias mundiales en los medios de comunicación

El pluralismo mediático define el estado de tener pluralidad de voces, opiniones y análisis sobre el sistema mediático (pluralismo interno) o la coexistencia de diferentes y diversos tipos de medios y soporte mediático (pluralismo externo).
El pluralismo de los medios de comunicación es a menudo reconocido por organizaciones internacionales y organizaciones no gubernamentales como parte esencial de un estado democrático. Reporteros Sin Fronteras considera "el acceso a una pluralidad de líneas editoriales y análisis [como] esencial para que los ciudadanos puedan confrontar ideas, a tomar sus propias decisiones informadas y a llevar su vida libremente".
El acceso ampliado a Internet y la transición digital han permitido una mayor disponibilidad de contenido de medios, en gran parte a través del intercambio y el contenido generado por el usuario en las redes sociales, además de los canales digitales a los que las personas tienen acceso a través de la televisión y la radio. Sin embargo, la diversidad de contenido va acompañada de lo que Hallin y Mancini denominan pluralismo polarizado en un sistema de medios.
Según el informe de la UNESCO sobre las tendencias mundiales en la libertad de expresión y el desarrollo de los medios, se está produciendo una división más marcada en la forma en que usamos las noticias debido a la interacción entre los hábitos de consumo, los modelos económicos cambiantes y los sistemas técnicos. Esto significa que incluso si hay varios tipos de información y programación disponibles, cada grupo segmentado solo puede ingerir una rama del todo. Se piensa que el aumento de la penetración de Internet y la dependencia de las fuentes en línea para las noticias producirá debates aislados.
A nivel de infraestructura , la "tarifa cero", en la que los proveedores de servicios móviles o de Internet permiten a los usuarios acceder a contenido o aplicaciones específicos sin considerar el "límite" de datos del usuario, se expande en paralelo a la aceptación de los dispositivos móviles, particularmente en los países emergentes. Los modelos comerciales tradicionales para los medios de comunicación continúan viéndose alterados, lo que lleva a la concentración vertical y horizontal y la introducción de nuevos tipos de propiedad. Los desafíos para la financiación de los medios introducen nuevos tipos de modelos económicos, como muros de pago (paywalls) e iniciativas de financiación colectiva.
El género es parte del pluralismo de los medios y se caracteriza por la subrepresentación de las mujeres en la fuerza laboral de los medios, en la toma de decisiones y en el contenido de los medios. Las personas con discapacidad también están subrepresentadas en el sistema de medios.